# Mipam Chödrub Gyatso
Mipam Chödrub Gyatso (1742-1793) was de tiende shamarpa, ook wel shamar rinpoche, een Tibetaans tulku uit de karma kagyütraditie van het Tibetaans boeddhisme. Een tulku is in Tibet een lama die uit mededogen is geïncarneerd om gelovigen te leiden op het pad naar verlichting.

## Familielijn
Mipam Chödrub Gyatso was de broer van Lobsang Pälden Yeshe, de zesde pänchen lama. Een tweede broer was ook een hoge reïncarnatie binnen de gelug, de Trungpa Tulku. Zijn zus, Dorje Phagmo was de bekendste vrouwelijke reïncarnatie uit het Tibetaanse boeddhisme.

## Biografie
In 1780 ondernam de pänchen lama met zijn broer de Trungpa Tulku een reis naar Peking, mede omdat de eerste was uitgenodigd was voor een bezoek aan de Chinese keizer Qianlong. Kort na aankomst overleed de pänchen lama als gevolg van de pokken. Qianlong stelde hierop een grote hoeveelheid goud ter beschikking aan de broers en zusters van de overleden pänchen lama. De shamarpa vond dat hij in de verdeling van die rijkdom ernstig tekort wordt gedaan, sloot een gelegenheidsalliantie met nog enkele anti-gelugpa krachten in Tibet en vluchtte naar Nepal. Gedurende zijn verblijf daar haalde hij de koning van Nepal over hem te assisteren - voor een beloning - bij het alsnog verkrijgen van wat hij als zijn rechtmatig eigendom zag. Dit leidde tot twee invasies in Tibet door de gurkha's in 1788 en 1791. De zevende pänchen lama vluchtte en de Tibetanen waren niet in staat tot een georganiseerd en efficiënt antwoord. De komst van een Chinees leger was noodzakelijk om de gurkha's weer het land uit te zetten. De shamarpa kreeg de schuld van de ellende hij veroorzaakte en kreeg een verbod tot reïncarnatie dat tot 1964 standhield.
Het is onder meer deze kwestie geweest die voor de Chinese keizer Qianlong aanleiding is geweest tot het instellen van de selectieprocedure van de Gouden urn.
In 1793 overleed de tiende shamarpa. De doodsoorzaak is officieel hepatitis, maar velen namen aan dat het zelfmoord betrof. Het Yanpachenklooster werd door de gelugpa geconfisqueerd. Als ultieme vernedering werd de Rode Kroon van de Shamarpa-lijn voor de toegang van het gebouw begraven, zodat dagelijks velen daarover heen zouden lopen.